# Projet Z
 (janvier 2024).
Si vous disposez d'ouvrages ou d'articles de référence ou si vous connaissez des sites web de qualité traitant du thème abordé ici, merci de compléter l'article en donnant les références utiles à sa vérifiabilité et en les liant à la section « Notes et références ».
Le Projet Z (aussi appelé Projet du Bombardier Z, ou Z Bombers Project en Anglais) était un projet militaire de l'empire du Japon, similaire au projet nazi Amerika Bomber, visant à concevoir un bombardier intercontinental capable d'atteindre l'Amérique du Nord. Stoppé net à cause de la fin de la Seconde Guerre mondiale, il ne fut jamais achevé, comme bien d'autres projets alors en chantier dans les pays de l'Axe.

## Développement
L'avion du projet Z devait avoir six moteurs de 5 000 chevaux chacun. La compagnie aéronautique Nakajima a rapidement commencé à développer des moteurs pour l'avion, et a proposé de doubler les moteurs HA-44 (le moteur le plus puissant disponible au Japon) en un moteur 36 cylindres.
Plusieurs appareils (dessins, maquettes) ont été présentés à l'armée impériale japonaise, y compris le Nakajima Fugaku, le Kawasaki Ki-91 (en) et le Nakajima G5N. Aucun, mis à part le G5N, ne fut développé au-delà des prototypes ou des modèles de soufflerie. À la fin de la guerre, le projet Z et bien d'autres projets de bombardiers lourds furent annulés, et aucun bombardier intercontinental japonais n'a jamais vu le jour.

## Appareils similaires
- Amerikabomber
- Messerschmitt Me 264
- Heinkel He 277